# Tejido subcutáneo
El tejido subcutáneo (del latín subcutaneous "debajo de la piel"), también llamada hipodermis, hipodermo (del griego "debajo de la piel"), tejido subcutáneo, fascia superficial, es la capa más baja del sistema tegumentario en los vertebrados. Los tipos de células que se encuentran en la capa son fibroblastos, células adiposas y macrófagos. El tejido subcutáneo se deriva del mesodermo, pero a diferencia de la dermis, no se deriva de la región del dermatoma del mesodermo. Consiste principalmente en tejido conectivo laxo y contiene vasos sanguíneos y nervios más grandes que los que se encuentran en la dermis. Es un sitio importante de almacenamiento de grasa en el cuerpo.
En los artrópodos, una hipodermis puede referirse a una capa epidérmica de células que secreta la cutícula quitinosa. El término también se refiere a una capa de células que se encuentran inmediatamente debajo de la epidermis de las plantas.

## Estructura

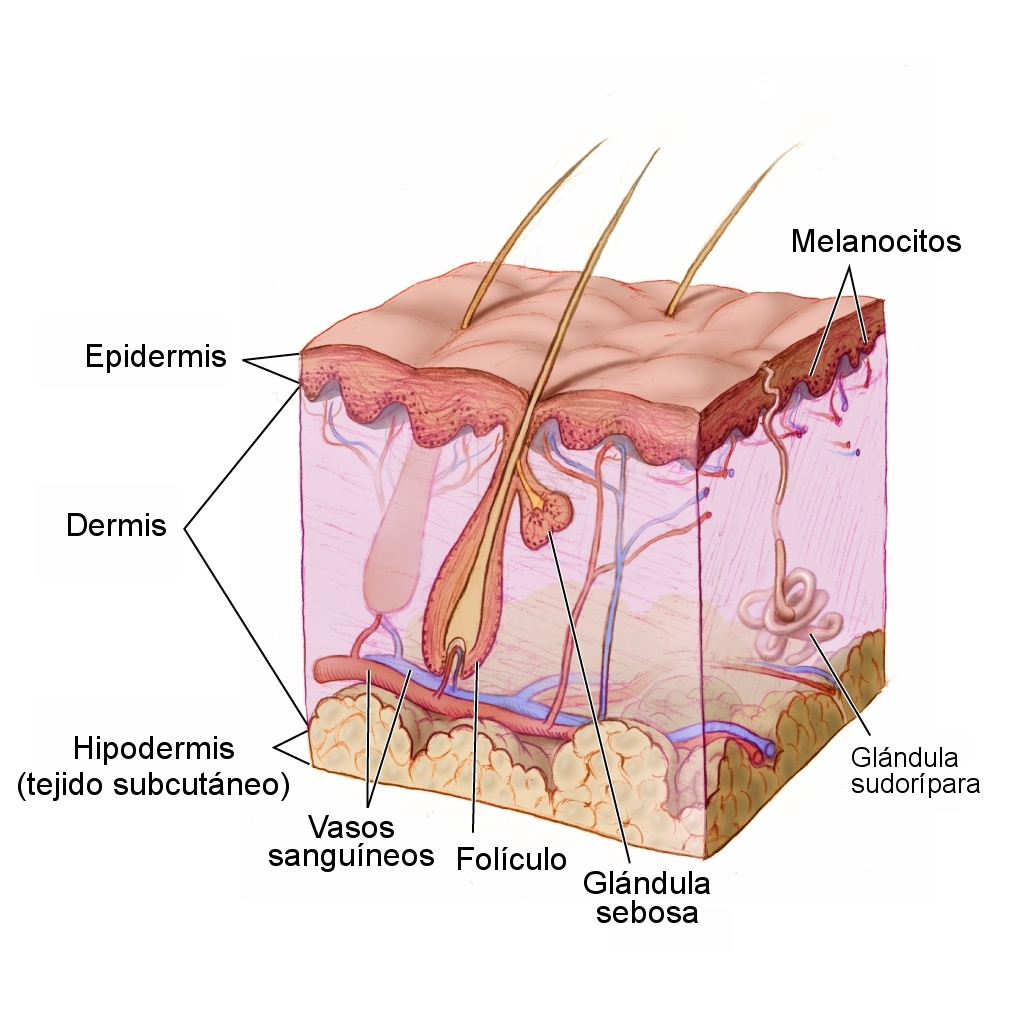
Visión esquemática de la piel en la que son visibles las principales estructuras que la forman, entre ellas la hipodermis

- Bandas fibrosas que anclan la piel a la fascia profunda[3]
- Fibras de colágeno y elastina que lo unen a la dermis
- La grasa está ausente de los párpados, el clítoris, el pene, gran parte del pabellón auricular y el escroto[4]
- Vasos sanguíneos en ruta hacia la dermis
- Vasos linfáticos en ruta desde la dermis
- La parte glandular de algunas glándulas sudoríparas; glándula mamaria se encuentran completamente dentro del tejido subcutáneo[5] (que son glándulas sudoríparas apocrinas modificadas)[6]
- Nervios cutáneos  y terminaciones libres
- Raíces del folículo piloso
- Corpúsculos de Pacini y de Ruffini[7]
- Mastocitos[8]
- Bolsas, en el espacio que recubre las articulaciones para facilitar el paso suave de la piel suprayacente
- Hojas finas y planas de músculo, en ciertos lugares, incluido el cuero cabelludo, la cara, la mano, el pezón y el escroto, llamado panículo carnoso

En algunos animales, como las ballenas y los mamíferos en hibernación, la hipodermis forma una importante capa aislante y/o reserva de alimento.
En algunas plantas, la hipodermis es una capa de células inmediatamente debajo de la epidermis de las hojas. A menudo se fortalece mecánicamente, por ejemplo, en hojas de pino, formando una capa protectora adicional o un tejido de almacenamiento de agua.

### Grasa subcutánea

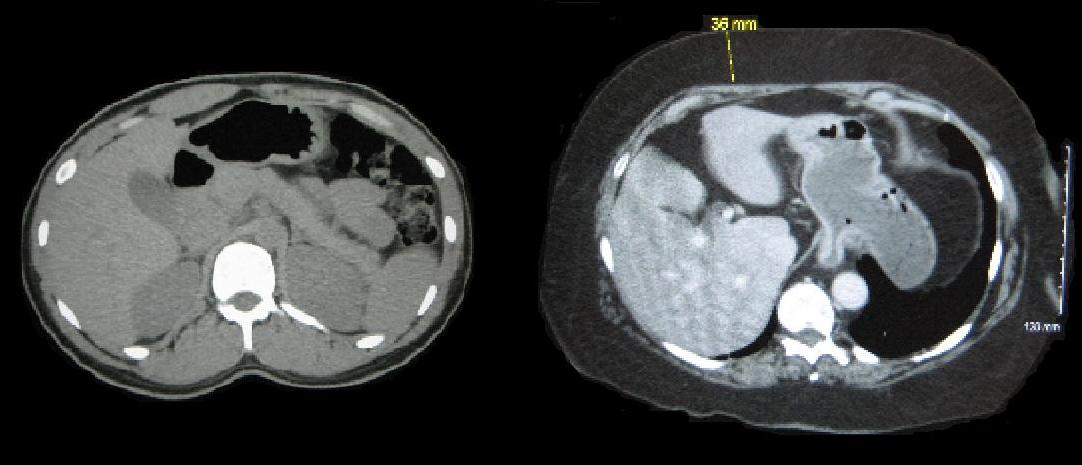
Cortes transversales del torso de una persona de peso normal (izquierda) y una persona obesa (derecha), tomados por tomografía computarizada. Tenga en cuenta el 3.6 cm de grasa subcutánea en la persona obesa.

La grasa subcutánea es la capa de tejido subcutáneo que se distribuye más ampliamente.  Está compuesto por adipocitos, que se agrupan en lóbulos separados por tejido conectivo. El número de adipocitos varía entre las distintas zonas del cuerpo, mientras que su tamaño varía según el estado nutricional del cuerpo. Actúa como acolchado y como reserva de energía, además de proporcionar una pequeña termorregulación a través del aislamiento. La grasa subcutánea se encuentra justo debajo de la piel, a diferencia de la grasa visceral, que se encuentra en la cavidad peritoneal,  y se puede medir con calibradores de grasa corporal para dar una estimación aproximada de la adiposidad corporal total.

## Significación clínica

### Inyección
La inyección en el tejido subcutáneo es una vía de administración utilizada para fármacos como la insulina: debido a que es muy vascular, el tejido absorbe los fármacos rápidamente. Se cree que la inyección subcutánea es la forma más efectiva de administrar algunos medicamentos, como las hormonas de crecimiento humano. Así como el tejido subcutáneo puede almacenar grasa, también puede proporcionar un buen espacio de almacenamiento para los medicamentos que deben liberarse gradualmente porque el flujo sanguíneo es limitado. "Skin popping" es un término de la jerga que incluye este método de administración, y generalmente se usa en asociación con drogas recreativas.

### Enfermedades
- Absceso subcutáneo
- Tumor subcutáneo